# Grupp D i Concacaf Gold Cup 2025
Grupp D i Concacaf Gold Cup 2025 var en del av första omgången av fotbollsturneringen Concacaf Gold Cup, som spelades mellan den 15 och 22 juni 2025. Gruppen bestod av Haiti, Saudiarabien (inbjuden), Trinidad och Tobago och USA.

## Tabell
| Nr | Lag                 | S | V | O | F | GM | IM | MS | P |
| -- | ------------------- | - | - | - | - | -- | -- | -- | - |
| 1  | USA                 | 3 | 3 | 0 | 0 | 8  | 1  | +7 | 9 |
| 2  | Saudiarabien        | 3 | 1 | 1 | 1 | 2  | 2  | 0  | 4 |
| 3  | Trinidad och Tobago | 3 | 0 | 2 | 1 | 2  | 7  | −5 | 2 |
| 4  | Haiti               | 3 | 0 | 1 | 2 | 2  | 4  | −2 | 1 |

## Matcher

### USA mot Trinidad och Tobago
|  | 15 juni 2025 15:00 UTC−7 | PayPal Park000 San Jose, Kalifornien000 |

|                                                                                  | USA             | 5 – 0 | Trinidad och Tobago |  |
| Malik Tillman 16′, 41′ Patrick Agyemang 44′ Brenden Aaronson 82′ Haji Wright 84′ | (3 – 0) Rapport |       |                     |  |
|                                                                                  |                 |       |                     |  |

|  |  |  |

| Domare: Adonai Escobedo (Mexiko) | Publik: 12 610 |  |

### Haiti mot Saudiarabien
|  | 15 juni 2025 17:15 UTC−7 | Snapdragon Stadium000 San Diego, Kalifornien000 |

|  | Haiti           | 0 – 1                      | Saudiarabien |  |
|  | (0 – 1) Rapport | 21′ (str.) Saleh Al-Shehri |              |  |
|  |                 |                            |              |  |

|  |  |  |

| Domare: Walter López Castellanos (Guatemala) | Publik: 7 736 |  |

### Trinidad och Tobago mot Haiti
|  | 19 juni 2025 17:45 UTC−5 | Shell Energy Stadium000 Houston, Texas000 |

|                   | Trinidad och Tobago | 1 – 1                | Haiti |  |
| Justin Garcia 68′ | (0 – 0) Rapport     | 49′ Frantzdy Pierrot |       |  |
|                   |                     |                      |       |  |

|  |  |  |

| Domare: Ismael Cornejo (El Salvador) | Publik: 2 409 |  |

### Saudiarabien mot USA
|  | 19 juni 2025 20:15 UTC−5 | Q2 Stadium000 Austin, Texas000 |

|  | Saudiarabien    | 0 – 1              | USA |  |
|  | (0 – 0) Rapport | 63′ Chris Richards |     |  |
|  |                 |                    |     |  |

|  |  |  |

| Domare: Marco Ortíz (Mexiko) | Publik: 11 727 |  |

### Saudiarabien mot Trinidad och Tobago
|  | 22 juni 2025 16:00 UTC−7 | Allegiant Stadium000 Paradise, Nevada000 |

|                       | Saudiarabien    | 1 – 1           | Trinidad och Tobago |  |
| Firas Al-Buraikan 60′ | (0 – 1) Rapport | 10′ Dante Sealy |                     |  |
|                       |                 |                 |                     |  |

|  |  |  |

| Domare: Keylor Herrera (Costa Rica) | Publik: 35 000 |  |

### USA mot Haiti
|  | 22 juni 2025 18:00 UTC−5 | AT&T Stadium000 Arlington, Texas000 |

|                                        | USA             | 2 – 1                    | Haiti |  |
| Malik Tillman 10′ Patrick Agyemang 78′ | (1 – 1) Rapport | 19′ Louicius Don Deedson |       |  |
|                                        |                 |                          |       |  |

|  |  |  |

| Domare: Katia Itzel García (Mexiko) | Publik: 20 918 |  |